# Unfalltheorie
Die Unfalltheorie beschäftigt sich mit den Ursachen und dem Verlauf von Unfällen, die nach Charles Perrow Ergebnisse komplexer Systeme, sogenannte Systemunfälle, sind.
Die Entwicklung eines Unfalls lässt sich in sechs Stufen gliedern:
Initialphase, Latenzphase, Potentzphase, Akutphase, Krisisphase sowie den Systemunfall nach Überschreitung des Krisispunktes.
Durch das Verständnis der Unfalltheorie können Sicherheitskonzepte zur Vermeidung von Unfällen und Fehlern entwickelt werden.
Die Theorien Perrows lassen sich bis heute empirisch belegen.
Ähnliche Aneinanderreihungen von Ereignissen, die zu einer negativen Entwicklung und schließlich zu Systemunfällen führen, lassen sich bei folgenden Vorkommnissen feststellen:
- Baumängel und -schäden (Verdeckte Mängel, verkürzte Lebensdauer von Bauteilen)
- Krisen (Pleiten, Skandale, Störungen)
- Nuklearunfälle
- Krankheiten
- Produktionsfehler

## Systemunfälle
Normale Katastrophen: Die unvermeidbaren Risiken der Großtechnik ist ein Buch des Yale-Soziologen Charles Perrow aus dem Jahr 1984, das eine detaillierte Analyse komplexer Systeme aus sozialwissenschaftlicher Sicht liefert. Sie war die erste, die „einen Rahmen für die Charakterisierung komplexer technologischer Systeme wie Luftverkehr, Seeverkehr, Chemieanlagen, Dämme und insbesondere Kernkraftwerke nach ihrem Risiko vorschlug“. Perrow sagt, dass multiple und unerwartete Ausfälle in komplexe und eng gekoppelte Systeme der Gesellschaft eingebaut sind. Solche Unfälle sind unvermeidbar und können nicht umgangen werden.
Perrows Argument beruht auf menschlichem Versagen, wonach große Unfälle zu eskalieren neigen und Technologie nicht das Problem sei, sondern die jeweilige Organisation, die damit zusammenhängt. Jedes dieser Prinzipien ist bis heute relevant.

„Normale“ Unfälle oder Systemunfälle werden von Perrow so genannt, weil solche Unfälle in extrem komplexen Systemen unvermeidbar sind. In Anbetracht der Charakteristik des involvierten Systems treten mehrere Fehler auf, die trotz Bemühungen, diese zu vermeiden, miteinander interagieren. Perrow sagte, dass Bedienungsfehler ein sehr häufiges Problem sind. Viele Fehler beziehen sich eher auf Organisationen als auf Technologie, und große Unfälle haben fast immer sehr kleine Anfänge. Solche Ereignisse erscheinen zunächst trivial, bevor sie unvorhersehbar durch das System kaskadieren, um ein großes Ereignis mit schwerwiegenden Konsequenzen zu erzeugen.
„Normale Unfälle“ trugen Schlüsselbegriffe zu einer Reihe von intellektuellen Entwicklungen in den 1980er Jahren bei, die das Konzept von Sicherheit und Risiko revolutionierten. Sie plädierte dafür, technologisches Versagen als das Produkt hochinteraktiver Systeme zu untersuchen, und hob organisatorische und Managementfaktoren als Hauptursachen für Misserfolge hervor. Technologische Katastrophen könnten nicht mehr auf isolierte Betriebsstörungen, Bedienungsfehler oder höhere Gewalt zurückgeführt werden.
Perrow identifiziert drei Bedingungen, die ein System anfällig für normale Unfälle machen. Diese sind:
- Das System ist komplex.
- Das System ist eng gekoppelt.
- Das System hat katastrophales Potential.

### Baumängel
Ein Baumangel kann unterschiedliche Mängel als Ursache haben. Es werden offene Mängel, verdeckte Mängel und arglistig verschwiegene Mängel unterschieden.
Wie aus Expertisen hervorgeht, können sich verdeckte Mängel genau gleich wie Unfälle aus einem Zusammenspiel mehrerer unvorhersehbarer Ereignisse entwickeln.
Wie bei sensiblen Anlagen, werden entsprechende Wartungspläne erstellt, und sensible und unzugängliche Bauteile von Gebäuden werden mit Sensoren für Monitoringsysteme ausgestattet.

### Krisen
Als Krisen gelten interne oder externe Ereignisse, durch die akute Gefahren drohen für Lebewesen, für die Umwelt, für die Vermögenswerte oder für die Reputation eines Unternehmens bzw. einer Institution. 
Krisenkommunikation umfasst danach alle Maßnahmen zur kommunikativen Vermeidung (potenzielle Krisenphase), Früherkennung (latente Krisenphase), Bewältigung (akute Krisenphase) und Nachbereitung (Nach-Krisenphase) von Krisensituationen. 
Unterschieden werden drei Arten von Krisen: 
- bilanzielle Krisen („Pleiten“)
- kommunikative Krisen („Skandale“)
- operative Krisen („Störungen“)

Pro Jahr ereignen sich nach den Erhebungen des Instituts in der D-A-CH-Region rund 40.000 bilanzielle Krisen sowie ca. 280 (öffentlich gewordene) operative und kommunikative Krisen.

### Nuklearunfälle
Die Inspiration für Perrows Bücher war der Unfall von Three Mile Island im Jahr 1979, bei dem ein nuklearer Unfall aus einer unerwarteten Interaktion mehrerer Ausfälle in einem komplexen System resultierte. Das Ereignis war ein Beispiel für einen normalen Unfall, weil es „unerwartet, unverständlich, unkontrollierbar und unvermeidbar“ war.
Perrow kam zu dem Schluss, dass der Misserfolg von Three Mile Island eine Folge der immensen Komplexität des Systems war. Solche modernen Hochrisikosysteme, erkannte er, waren anfällig für Misserfolge, aber sie wurden gut verwaltet. Es war unvermeidlich, dass sie schließlich das erleiden würden, was er einen „normalen Unfall“ nannte. Deshalb, so schlug er vor, könnten wir besser eine radikale Neugestaltung in Erwägung ziehen oder, falls dies nicht möglich wäre, diese Technologie ganz aufgeben.

#### Neue Reaktordesigns
Ein Nachteil jeder neuen Kernreaktortechnologie ist, dass die Sicherheitsrisiken anfänglich größer sein können, da die Reaktorfahrer wenig Erfahrung mit dem neuen Entwurf haben. Der Atomingenieur David Lochbaum hat erklärt, dass fast alle schweren nuklearen Unfälle mit der damals modernsten Technologie stattgefunden haben. Er argumentiert, dass „das Problem mit neuen Reaktoren und Unfällen zweifach ist: Es entstehen Szenarien, die in Simulationen unmöglich zu planen sind, und Menschen machen Fehler“. Wie ein Direktor eines US-Forschungslabors es ausdrückte, „werden Fertigung, Bau, Betrieb und Wartung neuer Reaktoren einer steilen Lernkurve unterliegen: Hochentwickelte Technologien werden ein erhöhtes Risiko von Unfällen und Fehlern haben. Die Technologie kann nachgewiesen werden, aber die Menschen sind nicht“ berechenbar.
Manchmal können technische Redundanzen, die eingerichtet werden, um die Sicherheit zu gewährleisten, nach hinten losgehen und weniger und nicht mehr Zuverlässigkeit erzeugen. Dies kann auf drei Arten geschehen: Erstens führen redundante Sicherheitsvorrichtungen zu einem komplexeren System, das anfälliger für Fehler und Unfälle ist. Zweitens kann Redundanz dazu führen, dass die Verantwortung der Arbeitnehmer unterdrückt wird. Drittens kann Redundanz zu erhöhten Produktionsdrücken führen, was zu einem System führt, das bei höheren Geschwindigkeiten arbeitet, jedoch weniger sicher.

#### Leserschaft
Normale Unfälle ist ein sehr weit zitiertes Buch, mit mehr als 1.000 Zitaten im Social Science Citation Index und im Science Citation Index bis 2003. Eine deutsche Übersetzung des Buches wurde 1987 mit einer zweiten Auflage im Jahr 1992 veröffentlicht.